# ألان روفوس
ألان روفوس (بالفرنسية: Alain le Roux)‏ هو عسكري فرنسي، ولد في القرن الحادي عشر، وتوفي في 4 أغسطس 1093.